# Bononio di Lucedio
Bononio (Bologna, ... – Lucedio, 30 agosto 1026) è stato un abate italiano. Il suo culto come santo fu approvato da papa Giovanni XIX.

## Biografia
Nacque a Bologna attorno alla metà del X secolo e abbracciò la vita religiosa nel monastero benedettino di Santo Stefano. In seguito, si ritirò a vita eremitica in Egitto.
Dopo la sconfitta dei cristiani da parte degli arabi a Stilo, si adoperò per assistere i suoi correligionari fatti prigionieri e per far liberare quelli che erano stati presi dai mercanti di schiavi: tra essi Pietro, futuro vescovo di Vercelli.
Durante un viaggio al Sinai, Bononio fu raggiunto dalla notizia che Pietro lo aveva nominato abate di Lucedio. Resse il monastero per circa trent'anni.

## Culto
Il suo culto fu confermato da papa Giovanni XIX e Arderico, vescovo di Vercelli, fece erigere e consacrò un altare sulla sua tomba.
Il suo elogio si legge nel Martirologio romano al 30 agosto.